# Adam Błotnicki
Adam Marian Błotnicki, ps. „Sęp” (ur. 16 września 1894 w Krakowie, zm. ?) – major piechoty Wojska Polskiego.

## Życiorys
Urodził się 16 września 1894 w Krakowie, w rodzinie Stanisława Błotnickiego h. Doliwa (1862–1914) i Józefy (ur. 1864) . Przed 1914 ukończył gimnazjum.
Po wybuchu I wojny światowej wstąpił do Legionów Polskich. Służył w 1 pułku piechoty w składzie I Brygady. Po odzyskaniu przez Polskę niepodległości został przyjęty do Wojska Polskiego. Uczestniczył w wojnie polsko-bolszewickiej. Został awansowany do stopnia kapitana piechoty ze starszeństwem z dniem 1 czerwca 1919. W 1923, jako oficer nadetatowy 34 pułku piechoty (Biała Podlaska) był przydzielony do Oddziału III Dowództwa Okręgu Korpusu Nr III (Grodno). W 1924 był przydzielony do 81 pułku piechoty w Grodnie. W 1926 został przydzielony do Korpusu Kadetów Nr 1 we Lwowie na stanowisko dowódcy kompanii . 23 grudnia 1927 został przeniesiony do kadry oficerów piechoty z pozostawieniem na dotychczas zajmowanym stanowisku. W sierpniu 1929 został przeniesiony do 40 Pułku Piechoty we Lwowie, a w marcu 1930 wyznaczony w tym pułku na stanowisko obwodowego komendanta Przysposobienia Wojskowego. Został awansowany do stopnia majora piechoty ze starszeństwem z dniem 1 stycznia 1931. W marcu 1932 został przeniesiony do 62 pułku piechoty w Bydgoszczy na stanowisko dowódcy batalionu. W tym samym roku został przeniesiony do 61 Pułku Piechoty na takie samo stanowisko. W czerwcu 1933 został zwolniony ze stanowiska dowódcy batalionu z zachowaniem dotychczasowego dodatku służbowego, a z dniem 31 sierpnia tego roku przeniesiony w stan spoczynku z równoczesnym przeniesieniem ewidencyjnym do Oficerskiej Kadry Okręgowej Nr VIII.

## Publikacje
- Przez rewolucję 1905 do Legjonów 1914 (1929/30)
- Z dziejów I Brygady (rady żołnierskie)
- Ze wspomnień o komendancie

Ponadto publikował prace o historii Legionów na łamach czasopisma „Panteon Polski”.

## Ordery i odznaczenia
- Krzyż Niepodległości (2 sierpnia 1931)[20]
- Krzyż Walecznych (czterokrotnie)
- Srebrny Krzyż Zasługi (10 listopada 1928)[21][22]
- Medal Pamiątkowy za Wojnę 1918–1921[23]
- Medal Dziesięciolecia Odzyskanej Niepodległości[23]
- Odznaka za Rany i Kontuzje[24]
- Państwowa Odznaka Sportowa[23]